# 芦丁
芦丁（英語：Rutin，也叫芸香苷、路丁、络通或槲皮素-3-O-芸香糖苷）是黄酮醇槲皮素与二糖芸香二糖（α-L-鼠李吡喃糖基-(1→6))-β-D-葡萄吡喃糖）之间形成的糖苷。在巴西芸香（Dimorphandra mollis）中，芦丁的合成是经过芦丁合酶的活性而完成的。

## 发现
芦丁是一种存在于荞麦（普通蕎麥 Fagopyrum esculentum及韃靼蕎麥 Fagopyrum tataricum）、大黄的叶子和叶柄以及芦笋中的柑橘属黄酮类化合物糖苷。芦丁亦存在于巴西芸香树的果实中、塔状树的果实和花中、水果和果皮中（特别是柑橘类水果（橘子、柚子、柠檬和酸橙））以及如桑葚、灰树果实以及越橘等浆果中。芦丁的名字来自于芸香（Ruta graveolens），后者是一种亦含有芦丁的植物。芦丁有时候被称为是维生素P，尽管它不是严格意义上的维生素。
芦丁是一种存在于黏核桃中的主要的黄酮醇之一。

## 化学亲属
芦丁（槲皮素芸香糖苷），与槲皮苷一样，是一种黄酮类化合物槲皮素的糖苷。就其本身说，他们的化学结构式是非常相似的，然而所携带的羟基并不一样。槲皮素和芦丁两者都被多国作为提供血管保护的用药，且是多种多维生素制剂与草药疗法的成分。
芦丁存在于多种植物，特别是蓼科的荞麦中。

## 作为配体
芦丁可以结合一些阳离子，以从土壤吸取营养供应植物细胞。在人体中，它可以结合二价铁离子（Fe2+），从而防止它与过氧化氢相结合，否则后者可能会产生高反应性的自由基，而自由基会损伤细胞。芦丁也是一种抗氧化剂。
此外，在体外中显示出芦丁可以将血管内皮生长因子抑制在低毒性浓度下，因此它可以作为一种血管发生抑制剂。这一结果可潜在地被用于相关癌症的控制上。

## 健康效应
在小鼠、大鼠
、仓鼠与兔子以及离体研究中得到了芦丁与槲皮素效果的证据，并无临床研究表明芦丁作为一种膳食补充品在人体中有的显著的且良好的效果。
- 芦丁抑制血小板凝集[14]，同时减少毛细血管的通透性，使得血液更稀薄些且能促进循环[來源請求]。
- 芦丁在某些动物与离体模型中显示出抗炎性[15][16]。
- 芦丁抑制醛糖还原酶的活性[來源請求]。醛糖还原酶是一种通常存在于眼睛与人体其他部位的酶，这种酶使得葡萄糖转化为山梨醇这种糖醇。
- 芦丁也会强化毛细血管[來源請求]，故因此也会缓解血友病的症状。它也会帮助阻止常见的、不好看的腿部静脉水肿；然而，对含有芦丁的荞麦茶功效的一项双盲临床研究并未显示出高于安慰剂组的显著效果[17]。
- 芦丁，就像阿魏酸一样，可以减少被氧化的低密度脂蛋白所造成的细胞毒性，且会降低心脏病的风险[來源請求]。
- 有一些证据显示芦丁可以被用来治疗血友病、静脉曲张以及微血管病[7]。
- 芦丁也是一种抗氧化剂[18]；相较于槲皮素、金合欢素、桑色素、高车前素、橘皮苷与柚皮苷来说，它被认为是最强的[19]。然而，在其他实验中，芦丁的效果相对于槲皮素的来说是较少或微乎其微的[20][21]。

羟乙基芦丁，是芦丁的一种合成的羟乙基酰化产物，被用于下肢静脉功能不全的治疗。

## 兽医
芦丁在猫狗乳糜胸的控制方面具有兽医用处。

## 代谢
槲皮苷酶存在于黄曲霉中。它是一种存在于芦丁分解途径中的酶。

## 外部連結
- 蘆丁 Rutin （页面存档备份，存于） 中草藥化學圖像數據庫 (香港浸會大學中醫藥學院) （中文）（英文）